# Pointe de la Grande Vire
Pointe de la Grande Vire är en bergstopp i Schweiz. Den ligger i distriktet Saint-Maurice och kantonen Valais, i den sydvästra delen av landet, 90 km söder om huvudstaden Bern. Toppen på Pointe de la Grande Vire är 2 790 meter över havet.